# MOMOKA
MOMOKA（ももか、本名: 山崎 百華（やまさき ももか）、1986年4月6日 - ）は、日本の女子ファッションモデル。岐阜県出身。慶應義塾大学卒業。フレイムスジャパン株式会社所属。

## 略歴
大学時代にスカウトを受け2008年8月よりフレイムスジャパン株式会社と契約。
ファッション誌や、東京コレクションを初めとするファッションショーのモデル、デンツプライ社のイメージキャラクターなどを務める。2009年10月The MODELS 2009のファイナリストに選出。 2013年ミスユニバースJAPAN第3位。